# Hakea laurina
Hakea laurina är en tvåhjärtbladig växtart som beskrevs av Robert Brown. Hakea laurina ingår i släktet Hakea och familjen Proteaceae. Inga underarter finns listade i Catalogue of Life.